# Slaviša Stojanović
Slaviša Stojanović, slovenski nogometaš in trener srbskega rodu, * 6. december 1969, Gornji Dejan, Jugoslavija.

## Nogometna kariera
Stojanović je svojo nogometno pot začel v ljubljanskem klubu NK Slovan, s katerim je po letu 1991 igral na položaju branilca v 1. slovenski nogometni ligi. Za Slovan je v prvi ligi igral šest sezon, nato pa je odšel v NK Ljubljana, od tam pa po eni sezoni v NK Celje. Kariero je končal v klubu NK Vevče. V slovenski prvi ligi je skupno odigral 119 prvenstvenih tekem in dosegel štiri gole.

## Trenerska kariera
Trenersko kariero je začel leta 1998, ko je v Slovanu prevzel vodenje mladinskih klubov. Že v prvi sezoni je osvojil naslova državnih prvakov do 16 in 18 let. Leta 2001 je postal glavni trener drugoligaškega kluba NK Livar iz Ivančne Gorice. Poleti 2002 je postal glavni trener takratnega drugoligaškega kluba NK Domžale. Že v prvi sezoni je s klubom postal prvak II. SNL. Klub je pod njegovim vodstvom v naslednjih dveh sezonah osvojil drugo mesto I. SNL, nato pa so Domžale dvakrat zapored osvojile naslov slovenskega prvaka (2006/07 in 2007/08). Po koncu sezone 2007/08 je Stojanović postal trener CM Celje, po koncu sezone pa je zaradi neurejenih razmer v klubu zapustil Celje. Po odhodu iz Celja mu je tedanji selektor Združenih arabskih emiratov, Srečko Katanec ponudil mesto pomočnika selektorja. Stojanović je ponudbo sprejel in na tem položaju ostal do septembra 2011, ko sta bila s Katancem odstavljena zaradi poraza ZAE z Libanonom.
24. oktobra 2011 je po predčasnem odhodu Matjaža Keka z mesta selektorja Slovenske nogometne reprezentance Stojanović postal šesti slovenski selektor. Zaradi slabih rezultatov v koledarskem letu 2012 (trije porazi v prvih štirih tekmah kvalifikacij za SP 2014) je konec tega leta (9. decembra 2012) prišlo do sporazumnega razhoda z NZS in prekinitve pogodbe.
24. junija 2013 je na trenerskem mestu Crvene zvezde zamenjal dotedanjega trenerja Ricarda Sá Pinta. Prvo tekmo sezone v Srbski SuperLigi je izgubl proti FK Javor Ivanjica, vendar pa na koncu zimskega dela vodil na lestvici s točko prednosti pred drugim FK Partizanom. V spomladanskem delu sezone 2013/2014 je s Crveno Zvezdo nanizal 15 zaporednih zmag in se tako veselil osvojenega prvenstva po kar 7 letih prevlade FK Partizana. Klop Crvene Zvezde je moral zapustiti 22. julija 2014, potem ko se je zamenjalo njeno vodstvo, neglede na to, da je po letih suše naslov držanih prvakov vrnil na slovito Marakano.
Po dveh mesecih počitka je 5. septembra 2014 nastopil kot trener Lierse S.K., potem ko je bil, zaradi serije slabih rezultatov, odslovljen prejšnji trener Stanley Menzo. S pogodbo do konca sezone 2014/2015 bo poskušal klub rešiti izpada in ga zasidrati na sredini lestvice Belgijske Pro lige.